# Salarça
Salarça es una entidad de población española del municipio de Camprodón, perteneciente a la provincia de Gerona, en la comunidad autónoma de Cataluña.

## Toponimia
El nombre del lugar puede encontrarse mencionado con las grafías Salarsá y Salarça.

## Historia
A mediados del siglo XIX, el lugar, por entonces dependiente del ayuntamiento de Baget, tenía contabilizada una población de 54 habitantes. Aparece descrito en el decimotercer volumen del Diccionario geográfico-estadístico-histórico de España y sus posesiones de Ultramar de Pascual Madoz de la siguiente manera: 

SALARSÁ: l. en la prov. y dióc. de Gerona, part. jud. de Olot, aud. terr., c. g. de Barcelona, ayunt. de Baget: sit. en llano, con buena ventilacion y clima frio, pero saludable. Tiene 25 casas, y una igl. parr. (San Martin) aneja de la de San Cristóbal de Baget. El térm. confina con el de este pueblo, con los de Sasorba y Bolos, y el r. Llierca. El terreno participa de monte y llano; le cruzan varios caminos locales. prod.: trigo, fajot, patatas, legumbres y frutas; cria ganado mular, lanar, vacuno y de cerda, caza de perdices y libres. pobl.: 10 vec., 54 alm. cap. prod.: 759,200 rs. imp.: 18,980.
(Madoz, 1849, p. 677)

En 2023 la entidad singular de población de Salarça, perteneciente al municipio de Camprodón, tenía empadronados 12 habitantes, todos ellos en diseminado.